# 1920年の相撲
1920年の相撲（1920ねんのすもう）は、1920年の相撲関係のできごとについて述べる。
1919年-1920年-1921年

## できごと
1月15日に両国国技館が再建、落成した。

## 本場所など
- 1月場所（東京相撲）[2]
  - 興行場所:両国国技館
  - 1月16日より10日間興行
  - 101対90で西方勝利。旗手は大潮又吉。個人優勝は大錦卯一郎。
- 1月場所（大阪相撲）[3]
  - 興行場所:新世界国技館
  - 10日間興行
- 5月場所（大阪相撲）[4]
  - 興行場所:新世界国技館
  - 5月11日より10日間興行
- 5月場所（東京相撲）[5]
  - 興行場所:両国国技館
  - 5月14日より10日間興行
  - 97対69で東方勝利。旗手は阿蘇ヶ嶽梶右エ門。個人優勝は大錦卯一郎。

## その他相撲披露
- 11月2日-3日 - 明治神宮奉納相撲[6]

## 誕生
- 1月1日 - 駿河海光夫（最高位：前頭14枚目、所属：出羽海部屋、+ 2010年【平成22年】）[7]
- 1月9日 - 藤錦千代吉（最高位：前頭18枚目、所属：二所ノ関部屋、+ 1961年【昭和36年】）[8]
- 1月15日 - 大熊宗清（最高位：前頭6枚目、所属：熊ヶ谷部屋、+ 1991年【平成3年】）[9]
- 1月19日 - 玉櫻八郎（最高位：前頭20枚目、所属：二所ノ関部屋、+ 1999年【平成11年】）[10]
- 1月28日 - 竜ヶ嵜唯雄（最高位：十両12枚目、所属：芝田山部屋→高砂部屋）
- 2月3日 - 豊錦喜一郎（最高位：前頭18枚目格、所属：出羽海部屋、+ 1998年【平成10年】）[11]
- 2月20日 - 若瀬川泰二（最高位：小結、所属：伊勢ヶ濱部屋→荒磯部屋、+ 1993年【平成5年】）[9]
- 3月5日 - 4代木村誠道（元・三役格行司、所属：高砂部屋、+ 没年不明）
- 3月19日 - 達ノ里寿弥（最高位：十両5枚目、所属：振分部屋→玉ノ井部屋→振分部屋、+ 没年不明）
- 4月3日 - 吉葉山潤之輔（第43代横綱、所属：高嶋部屋、+ 1977年【昭和52年】）[12]
- 5月6日 - 薬師山精進（最高位：十両13枚目、所属：高砂部屋、+ 2000年【平成12年】）
- 5月23日 - 冨久錦武光（最高位：十両11枚目、所属：二所ノ関部屋、+ 没年不明）
- 8月5日 - 大ノ森金市（最高位：前頭5枚目、所属：伊勢ヶ濱部屋）[7]
- 8月15日 - 那智ノ山公晴（最高位：前頭19枚目、所属：出羽海部屋、+ 1994年【平成6年】）[13]
- 10月31日 - 甲斐錦勝（最高位：前頭12枚目、所属：松ヶ根部屋→二所ノ関部屋）[14]

## 死去
- 1月7日 - 勢力忠四郎（最高位：十両筆頭、所属：清見潟部屋、年寄：清見潟、* 1856年【安政3年】）
- 8月26日 - 初代朝汐太郎（最高位：大関、所属：押尾川部屋→高砂部屋、年寄：佐ノ山、* 1864年【元治元年】）
- 9月3日 - 荒岩亀之助（最高位：大関、所属：尾車部屋、年寄：花籠、* 1871年【明治4年】）
- 9月21日 - 若湊祐三郎（最高位：関脇、所属：富士ヶ根部屋→伊勢ノ海部屋→高砂部屋、年寄：富士ヶ根、* 1861年【文久元年】）